# توبياس بلسترم
توبياس لينارت بلسترم (بالسويدية: Tobias Billström) (من مواليد 27 ديسمبر 1973، مالمو) هو سياسي في السويد حاليا يشغل منصب وزير الهجرة وسياسات اللجوء في الحكومة السويدية. بيلسترم، وهو عضو من الحزب المعتدل ، وكان عضوا في البرلمان منذ عام 2002 تمثل في بلدية مالمو (مقعد رقم 122). بلسترم بسبب واجباته بوصفه وزيرا ، مقعده في البرلمان التي تحتلها حاليا من يحل محله ، ستافان ابرلوس. بلسترم كان عضوا في اللجنة البرلمانية للتأمينات الاجتماعية ، وكما قال المتحدث باسم الحزب المعتدل الهجرة والاندماج. أنه رئيس لحزب المعتدلين في مالمو.
بلسترم حامل شهادة الماجستير في التاريخ والعلوم السياسية من جامعة لند، ودرجة الماجستير في الدراسات التاريخية من جامعة كامبريدج. بلسترم تم تعيينه وزير الهجرة وسياسات اللجوء في يوم 6 أكتوبر 2006 في حكومة يمين الوسط التي يقودها رئيس الوزراء فريدريك راينفيلدت.
في سنه يعد بلسترم أصغر عضو في مجلس الوزراء. وهو أيضا أول شخص علنا من المخنثين لمنصب وزير في الحكومة السويدية.

## جدل ترخيص تلفزيون
يوم 11 أكتوبر 2006 ، بعد أقل من أسبوع من توليه مهام منصبه ، كشف عن أن بلسترم أهمل عمدا عن دفع رخصة التلفزيون لمدة عشر سنوات ، على الرغم من امتلاكه التلفزيون(الاجور التي يدفعها عادة السويديون بسبب حيازتهم تلفزيون)بلسترم أن الإهمال كان له استنادا إلى وجهة النظر السياسية ضد الخدمة العامة ، بل انه جاء لتقدير الخدمة العامة وأنه يعتقد أن المواطنين وخاصة النواب وينبغي أن يتبع القانون. وأعرب أيضا عن طموحاته لسداد الديون مع الفوائد. ولكن ، في 12 أكتوبر 2006 رفعت مؤسسة كيرونا ط أ ب ، وكالة خاصة مكلفة بجمع رسوم التراخيص ، اتهامات جنائية ضد بلسترم مع اثنين من وزراء آخرين في مجلس الوزراء : سيسيليا ستكو شيلو وماريا بوريليوس واجبرت الأخيرتين على الاستقالة في 14 تشرين الأول / أكتوبر و 16 أكتوبر ، 2006. بلسترم ذكر أنه يعتزم البقاء في منصبه وليس لديها أية نية للاستقالة.

## الروابط الخارجية
- الموقع الرسمي لبلسترم
- الموقع الرسمي في موقع الحكومة السويدية